# Guerre civile en al-Andalus
Pour des articles plus généraux, voir Al-Andalus et Histoire d'al-Andalus.
La guerre civile en al-Andalus est une période marquée par l'effondrement du califat de Cordoue. La mort d'Al-Mansûr en 1002 marque son début et la constitution des taïfas, vers 1040, clôt cette première période de guerre civile.

## Les causes

Le califat de Cordoue vers l'an mil

Jusqu'à la mort d'Al-Hakam II, en 976, le califat de Cordoue constitue un État puissant, respecté et craint des royaumes chrétiens. Son fils Hicham II étant encore enfant, le pouvoir est assumé par le vizir Al-Mansûr, faisant d'Hicham un prince fantoche. La force de l'État omeyyade reposait sur la cohabitation des différentes ethnies islamiques. L'industrie et le commerce, encouragés par Abd al-Rahman III (émir de 912 à 961), avaient permis à beaucoup d'Andalous de faire fortune d'une manière très rapide. Les rivalités ethniques entre Arabes, Berbères et Esclavons (Saqāliba), qui avait longtemps menacé le pays, étaient en sourdine et le pays jouissait à ce moment d'une grande tranquillité. Pour asseoir et conserver son pouvoir, Almanzor favorise les Berbères, au détriment des autres, mais en parallèle il éteint les foyers de contestation intérieurs et extérieurs . 
À la mort d'Almanzor, c'est son fils Al-Muzaffar qui prend la relève en continuant sur la voie tracée par son père et en assainissant les finances de l'État, si bien qu'on espère un second âge d'or pour le califat Ommeyade.
En dépit de cette apparence heureuse, la situation demeure trouble. Abd al-Rahman III puis Almanzor tentent de faire disparaître la noblesse arabe, souvent opposée au pouvoir royal. À présent ruinées, vaincues et brisées, les anciennes familles arabes s’éteignent tandis que le pouvoir des nouvelles familles enrichies sous Abd al-Rahman III et Almanzor augmente sans cesse. Parvenue, ignorante de la culture andalouse, d'un comportement hautain, cette nouvelle noblesse est peu respectée par la population qui ne cesse de se plaindre de ses vexations. De plus, l'idée qu'Almanzor et ses fils ont usurpé le trône à la famille royale omeyyade mécontente le peuple. La lutte raciale éteinte depuis près d'un siècle fait place à une haine et une lutte des classes. Cordoue, ville délaissée au profit des palais de Madinat al-Zahra et Madinat Al-Zahira, est devenue une cité manufacturière où vivent des milliers d'ouvriers. Les prémices de cette guerre civile se font sentir depuis longtemps et Almanzor de son vivant a anticipé son évolution plusieurs décennies avant le début de la guerre civile. En effet, se promenant à Cordoue avec un ami, il dit :

« Malheureuse Zâhira ! Ah ! Je voudrais connaître celui qui te détruira sous peu ! Toi-même, tu seras témoin de cette catastrophe. Je le vois déjà saccagé et ruiné, ce beau palais, je vois le feu de la guerre civile dévorer ma patrie »

## Premier acte: la chute de la maison Almanzor (1009)
Bien que le désir de changement devienne urgent, beaucoup placent leurs espoirs dans la chute de la famille d'Almanzor. À la mort d'Al-Muzaffar en octobre 1008, un autre fils d'Almanzor, Abd al-Rahman Sanchuelo, le remplace. Il est encore plus haï que son frère, connu pour sa passion du vin, et même accusé d'avoir empoisonné son frère. Incompétent, provocateur, il commet ce qui était un sacrilège aux yeux de nombreux Andalous : il oblige Hisham II, l'héritier omeyyade, à abdiquer et se fait couronner calife à peine un mois après la mort d'Al-Muzaffar, puis en 1009 à l'occasion d'une expédition militaire contre le royaume de León, décide de se coiffer d'un turban (coiffure uniquement réservée aux théologiens et hommes de loi à l'époque) et ordonne à ses soldats d'en faire de même.
Ce nouveau caprice est considéré par les Cordouans comme un nouvel affront envers la religion et l'État et à son retour, Sanchuelo apprend qu'une révolution est en cours dans la capitale. Elle est conduite par Muhammad II, cousin d'Hisham II et arrière-petit-fils d'Abd al-Rahman III qui, à la tête de quatre-cents hommes, s'est fixé pour objectif de reprendre le pouvoir au profit de la dynastie omeyyade. Le 15 février 1009 en fin d'après-midi, accompagné de trente hommes parmi les plus déterminés, Muhammad se rend près du palais califal. Profitant de l'effet de surprise, ils désarment les gardes du palais et s'introduisent dans les appartements d'Ibn-Ascalédja qui gouverne le palais en l'absence de Sanchuelo. Avant qu'il ait le temps de se défendre, Muhammad II et ses hommes le tuent. L'annonce de la nouvelle est accueillie avec joie dans la ville de Cordoue, les Cordouans n'attendant qu'une bonne raison pour prendre les armes contre les fils d'Almanzor. De tout Cordoue et des campagnes environnantes le peuple se joint à la foule des protestataires. 
Hisham II, l'héritier au trône renversé par Sanchuelo et qui vit enfermé dans le palais, craint d'être assassiné par son cousin Muhammad II. Il lui fait parvenir une lettre indiquant qu'il lui laissait le pouvoir en échange de sa vie, ce à quoi Muhammad II répond que cela n'a jamais été son souhait mais qu'il ne refuserait pas de devenir calife lui-même :

« Quoi ! le calife pense-t-il donc que j'ai pris les armes pour le tuer ? Non, je les ai prises parce que j'ai vu avec douleur qu'il voulait ôter le pouvoir à notre famille. Il est libre de faire ce qui lui plaît ; mais s'il veut me céder la couronne de son plein gré, je lui en serai fort reconnaissant, et dans ce cas il pourra exiger de moi tout ce qu'il voudra »

Le soir même, Hishâm II abdique de nouveau au profit de Muhammad II et dès le lendemain un premier ministre est nommé. De très nombreux Cordouans de toutes conditions sociales souhaitent immédiatement s'enrôler dans l'armée de Muhammad II, tant l'enthousiasme et la satisfaction de voir la famille royale de nouveau au pouvoir était grand. C'est ainsi qu'en moins de vingt-quatre heures, la dynastie amiride au pouvoir depuis plus de trente ans tombe dans l'oubli. Muhammad II informé de scènes de pillage dans la ville ordonne de transporter tous les objets de valeur à Cordoue, mais il est trop tard, le palais d'Al-Madînat al-Zâhira ainsi que toutes les propriétés de la famille d'Almanzor sont pillées jusque dans leurs portes et boiseries et incendiées. Malgré tout, Muhammad II parvient à récupérer plus d'un million de pièces d'or issues du palais. Plusieurs impôts sont abolis. Quant à Muhammad II, il exige de se faire appeler Mahdî et appelle à la guerre contre Sanchuelo. Le succès est encore au rendez-vous, puisque de tout Al-Andalus des gens accourent pour s'engager dans la guerre. 
Sanchuelo, qui au même moment est à Tolède décide de mater la rébellion mais pendant sa marche, de très nombreux soldats l’abandonnent, y compris les éléments berbères pourtant très généreusement financés par les Amirides. Sanchuelo, inconscient des réalités, est convaincu qu'il lui suffirait de rentrer à Cordoue pour voir la population se ranger de nouveau de son côté. Le 4 mars, Sanchuelo est arrêté par les soldats de Muhammad II au couvent de Chauch et envoyé au premier ministre (un membre de la famille omeyyade) qui ne lui épargne aucune humiliation. Durant le voyage, Sanchuelo tente désespérément d'assassiner le premier ministre mais il est tué sur le coup par ce dernier.

## Le règne et la chute de Muhammad II (Mahdî)
La mort de Sanchuelo est accueillie avec joie dans tout le califat, les Berbères de même que les Esclavons promettent fidélité au nouveau calife. Mais Muhammad II se révèle incompétent à diriger un pays qui avait besoin de profonds changements et commet de nombreuses erreurs comme le licenciement de 7 000 soldats cordouans qui se retrouvent sans emploi. Il fait exiler de nombreux Esclavons fidèles à Almanzor et son comportement ne plaît pas aux religieux qui ne voient pas de différence avec Sanchuelo. Mais c'est certainement son irrespect envers les soldats berbères, ceux-là mêmes qui avaient porté la dictature amiride, qui perdra Muhammad II. Il interdit aux soldats berbères de Sanchuelo de monter à cheval et leur interdit l'accès au palais. Muhammad II comprend que sa situation est très instable, il craint que le peuple ne se retourne vers Hisham II et décide donc d'annoncer dans toute la ville que Hisham II est mort, faisant fait exposer le corps d'une personne qui ressemblait fortement à celui-ci. Dans le même temps, il fait enfermer Suleiman, un fils d'Abd al-Rahman III qui devait hériter du trône. Hisham II quant à lui est toujours enfermé dans sa prison dorée. 
Un autre Hisham, fils de Suleiman ben Abd al-Rahman, décide de lancer une nouvelle révolution le 2 juin 1009. Accompagné de soldats berbères et de civils, il marche sur le palais de Muhammad II. Une fois arrivé dans les appartements du calife, Hisham exige la libération de son père et l'abdication de Muhammad II mais celui-ci souhaitant gagner du temps feint des pourparlers qui durent des heures. Ne voyant pas Hisham sortir, les soldats berbères se lancent dans le pillage de Cordoue et très rapidement la population cordouane ainsi que les armées de Muhammad II ripostent, si bien que le combat dure toute une journée et toute une nuit jusqu'au matin du 3 juin où les soldats berbères défaits sont chassés de la ville. Dans le désordre, Muhammad II fait enfermer Hisham et tue son père Suleiman ben Abd al-Rahman. 
Une fois chassés de Cordoue, les Berbères s'unissent autour d'un certain Zâwi et souhaitent placer un autre Omeyyade lui aussi nommé Suleiman, fils d'al-Hakam. Rapidement, les soldats berbères marchent vers Guadalajara mais ne parviennent pas à prendre Medinaceli. Ils décident donc de demander l'assistance du comte de Castille, mais celui-ci négocie déjà avec Muhammad II. En quelques mois, la situation avait totalement changé, et c'était à un souverain chrétien qu'allait incomber le destin de l’Andalousie musulmane. Le comte de Castille décide de se rallier au camp berbère qui immédiatement décide d'aller vers Cordoue. Muhammad II envoie toutes les forces disponibles dans la ville y compris des paysans armés, mais les soldats berbères aidés par les armées chrétiennes repoussent l'attaque et tuent plus de 10 000 soldats. Les soldats berbères et castillans entrent à Cordoue et pillent la ville. Ce n'est que vers le 14 novembre 1009, les bras chargés de trésors, que les Castillans quittent la ville tout en rappelant à Suleiman, le nouveau calife, les engagements qu'il avait formulés auparavant, à savoir le don de plusieurs villes et forteresses au compte du seigneur de Castille.
Muhammad II, qui s'est enfui à Tolède, décide de riposter afin de reprendre la ville de Cordoue, aidé de soldats catalans. Ainsi, au début du mois de juin 1010, les deux armées se font face et à la suite d'une erreur de Suleiman ben al-Hakam, Muhammad II remporte la bataille et rentre à Cordoue qui, à peine six mois après les pillages perpétrés par les soldats castillans, est de nouveau pillée par les soldats catalans. Quelques jours plus tard, les deux armées se rencontrent de nouveau, mais cette fois-ci, c'est Suleiman aidé des soldats berbères qui remporte la bataille. Quelque temps plus tard, le 23 juillet 1010, un groupe de soldats esclavons tue Muhammad II et replace Hishâm II au rang de calife.

## Le retour du calife Hishâm II, sa disparition et la chute de Cordoue

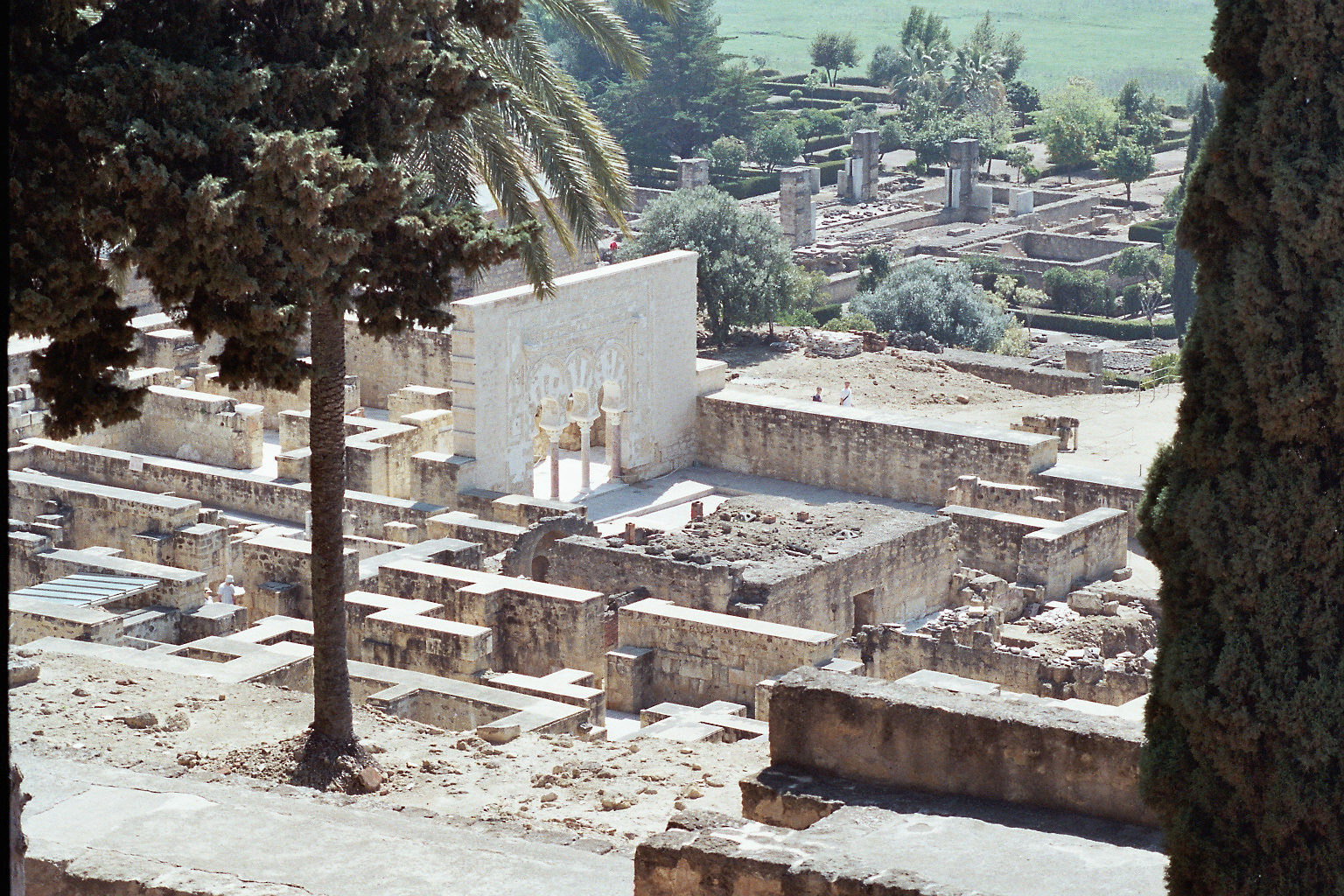
Madinat al-Zahra aux abords de Cordoue. Siège du Califat, la ville a été détruite en 1010, lors des débuts de la guerre civile en Al-Andalus

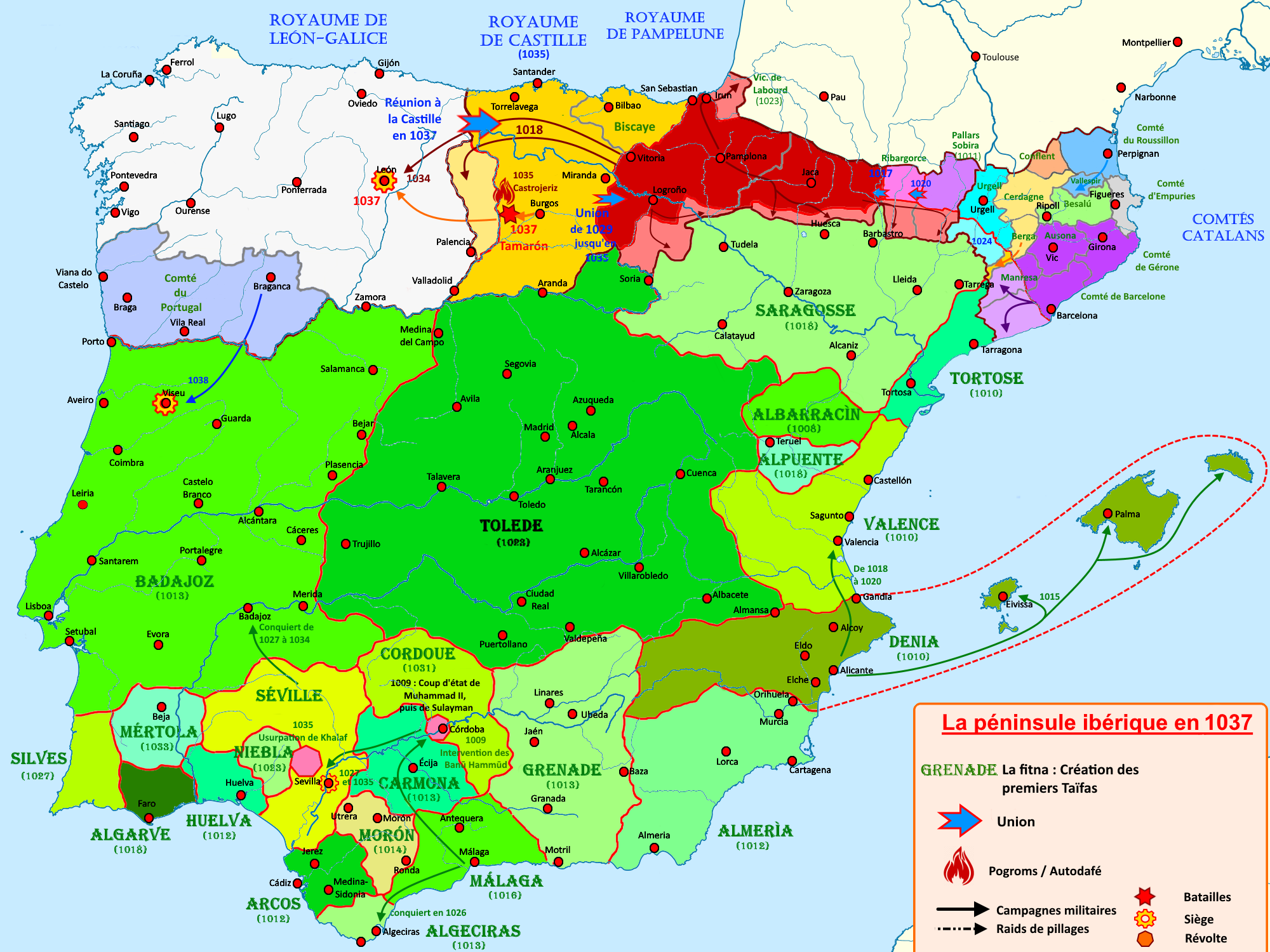
La guerre civile de 1002 à 1032

Le retour au trône du calife Hishâm II par les soldats esclavons ne suffit pas à calmer les soldats berbères qui soutiennent un autre membre de la famille omeyyade, Suleiman. Ce dernier, qui ne leur sert que de faire-valoir et qui est en réalité une marionnette du camp berbère comme l'est Hishâm II pour le camp slave, exécute ce que ses maîtres lui dictent. 
Enhardis par la mort de Muhammad II, les généraux du camp berbère souhaitent reprendre Cordoue et pour cela ils demandent l'aide de Sancho de Castille en lui promettant de céder plusieurs forteresses conquises par Almanzor s'ils arrivent à placer Suleiman au pouvoir. Sancho de Castille comprend immédiatement le pouvoir dont il dispose et il trompe le camp berbère. Il envoie une lettre à Hishâm II le menaçant de rejoindre le camp berbère si celui-ci ne cède pas les forteresses désirées. L'astuce est très adroite car elle permet à Sancho de Castille d'étendre son territoire sans soutenir aucun camp et sans se donner la peine de faire une expédition en Andalousie. Très rapidement, tous les seigneurs chrétiens du nord de la péninsule qui avaient un quelconque pouvoir adressent les mêmes menaces, si bien qu'au final Hishâm II dut céder plus de deux cents forteresses et quant aux Berbères ils ne reçurent aucune aide de la part des Castillans.
Les camps berbères détournent dès lors leurs aspirations sur la ville de Madinat al-Zahra bâtie par Abd al-Rahman III et son palais proche de Cordoue, qui après un siège de trois jours est prise et sa population entièrement massacrée. Les atrocités commises à Zahrâ ne laissent dès lors plus aucun doute à la population de Cordoue sur son destin si les armées berbères parviennent à conquérir la ville. Durant tout l'hiver, les armées de Suleiman lancent une politique de pillage et de massacre des villes et villages dans les environs de Cordoue, qui très rapidement commencent à manquer de vivres. L'été 1011, la peste frappe Cordoue ce qui augmente le désarroi au sein de la population. Hishâm II et surtout son ministre Wadhih font une proposition de paix à Suleiman, mais les soldats esclavons les en empêchent et tuent le ministre Wadhih, qu'ils accusent de les avoir trahis. Le nouveau gouverneur de la cité est à présent un slave dénommé Ibn-abî-Wadâa qui fait tout pour forcer les Berbères à attaquer la ville.
Au mois de mai 1012, lors d'une charge de la cavalerie berbère, un capitaine dénommé Hobâsa est capturé par les soldats slaves, tué et son corps est exposé dans tout Cordoue avant d'être brûlé. Le camp berbère est furieux et ne pense plus qu'à venger Hobâsa mais Ibn-abî-Wadâa profitant de la joie du camp slave lance une contre offensive. Il parvient à lever le siège de Cordoue et à repousser les Berbères, il atteint même Séville mais échoue devant Calatrava la Vieja ce qui a pour conséquence un retour des soldats berbères qui parviennent même à reprendre une partie de la ville de Cordoue et le 19 avril 1013, l'armée berbère pénètre à Cordoue par la porte du faubourg de Secunda. Les soldats esclavons, comprenant qu'ils n'avaient plus aucun espoir, abandonnent aux mains des Berbères la ville et sa population qui payent leur longue résistance par un lourd massacre. On dénombrera parmi les morts les membres les plus influents de la société andalouse, de nombreux théologiens, poètes, nobles. Après plusieurs jours de tueries, la ville est finalement incendiée et les survivants sont contraints à l'exil.
Deux jours après le massacre, Suleiman est intronisé calife ; quant à Hishâm II son destin reste inconnu, soit il a été tué durant les pillages, soit Suleiman l'a fait enfermer dans un cachot.

## Le règne de Suleiman
Les Esclavons chassés de Cordoue parviennent à s'emparer de plusieurs villes à l'est du pays et, de fait, deviennent totalement indépendants vis-à-vis de Suleiman, le nouveau calife placé par le clan berbère, qui n'est que leur marionnette. Ainsi le calife n'avait aucun pouvoir ni sur les Esclavons, ni sur les Berbères. Quant aux rares familles nobles arabes qui avaient survécu aux différents massacres, elles haïssaient Suleiman et ne lui obéissaient plus. L'autorité du calife ne s'étendait plus qu'aux villes de Cordoue, Séville, Niebla, Ocsonoba et Beja. Et même dans ces villes, le nom de Suleiman était conspué et beaucoup le considéraient comme un traître voire un impie. 
Suleiman, inconscient de la situation, croit bon menacer les populations des autres villes du même châtiment qu'à Cordoue s'ils ne l'acceptaient pas comme calife. L'incertitude à propos de l'état de Hishâm II permet aux Esclavons de s'unir dans le but de le remettre sur le trône. Le camp esclavon trouve un soutien de poids avec le ralliement d'un général nommé Alî ibn-Hammoud. Ce dernier, gouverneur de Ceuta et de Tanger était un Arabe, descendant du prophète de l'islam mais aussi très proche de la culture berbère, ce qui lui permet de rallier autant les Arabes, les Esclavons que les Berbères déçus par Suleiman. Le 1er juillet 1016, Alî capture Cordoue et s'empresse d'interroger le calife Suleiman sur l'état de santé de Hishâm II ; mais sans donner plus d'explication, Suleiman leur annonce qu'il est déjà décédé. Cette nouvelle permet à Alî de prétendre au trône et il fait immédiatement exécuter le calife Suleiman. Toutefois le doute sur la disparition de Hishâm II, la seule personne pouvant menacer Alî de devenir calife, demeure car personne ne sait exactement ce qui lui est advenu. Selon certaines sources, Hishâm II serait parvenu à s'enfuir de son cachot, éventuellement aidé par le calife Suleiman lui-même, et serait allé en Asie.

## Le règne d'Ali ibn-Hammoud et son assassinat
Les débuts du règne d'Ali semblent très prometteurs, car soutenu par le clan esclavon, il est un arabe imprégné d'une forte culture berbère. Il se montre juste envers ses sujets et punit durement tout comportement malhonnête, y compris envers les soldats berbères qui, s'ils le souhaitaient, pouvaient de nouveau relancer la guerre. Il nourrit même le projet de rendre tous les biens volés aux Cordouans durant les pillages, mais ses plans sont arrêtés net. 
Un de ses généraux esclavons, nommé Khaîran, qui durant une période l'avait correctement servi, souhaite s'émanciper de la tutelle d'Ali. Pour cela, il envisage de remettre sur le trône un descendant de la famille omeyyade. Vers le mois de mars 1017 il fait la rencontre d'un arrière-petit-fils d'Abd al-Rahman III, lui-même dénommé Abd al-Rahman et habitant Valence. Khaîran, rejoint dans son souhait par Mondhir, le gouverneur de Saragosse, mais aussi par les Andalous qui voulaient voir un Omeyyade sur le trône, trahit donc Alî. 
Furieux, Alî donne carte blanche aux Berbères de se comporter comme bon leur semble. Il augmente considérablement les impôts en guise de punition et humilie les notables de la ville. Il prévoit même de totalement détruire Cordoue mais la mort l'en empêche. Au mois d'avril 1018, alors qu'il se préparait à une expédition militaire contre les insurgés, il est assassiné dans ses appartements par trois gardes esclavons.

## Chute de la dynastie hammudite
La mort d'Alî, bien qu'accueillie favorablement par la population de Cordoue, ne signifie pas pour autant la chute de la dynastie Hammudite. Son fils Yâhya, gouverneur de Ceuta mais aussi son frère Qâsim prétendaient au trône. 
Du côté du clan esclavon, le projet de couronner Abd Al-Rahman au titre de calife est toujours d'actualité mais, trahi par Khaîran, il est assassiné quelque temps plus tard. Après la mort d'Abd Al-Rahman, le clan esclavon ne trouve plus aucun chef capable de les unir et les Berbères deviennent maîtres de l'Andalousie avec leur tête le nouveau calife Qâsim, frère d'Alî. Qâsim est un souverain doux, qui a pour projet de faire oublier aux Cordouans les années de tourment qu'ils avaient subies. Conscient que la guerre civile pouvait à tout moment éclater, il souhaite diminuer le pouvoir des familles berbères, en rachète des esclaves noirs, qu'il libère et place à des postes d'importance au détriment des Berbères. Yahya, le fils d'Alî, conscient de l'affront que Qâsim avait fait aux Berbères, exploite cette colère et leur annonce que s'il devenait calife, il soutiendrait leur camp. 
Yahya, assuré du soutien berbère, franchit le détroit de Gibraltar et arrive dans la péninsule. Informé de la situation, Qâsim abandonne le trône dans la nuit du 11 au 12 août 1021 sans combattre. Un mois plus tard Yahya fait son entrée dans Cordoue. La situation évolue pourtant très rapidement : exaspérés par son comportement et son orgueil, les Andalous et même les Berbères qui l'avaient porté au pouvoir l'abandonnent et rappellent Qâsim qui est de nouveau intronisé calife le 12 février 1023. 
La population de Cordoue, totalement déçue et affaiblie par près de vingt ans de guerre civile, est totalement indifférente à la lutte que l'oncle et le neveu mènent. Tous espèrent le retour au pouvoir d'un Omeyyade et rapidement le bruit d'un prétendant qui souhaite reprendre le trône se fait entendre à Cordoue. Qâsim effrayé donne l'ordre d'arrêter tous les Omeyyades encore en vie mais cela n'empêche pas la révolution qui se préparait. 
Le 31 juillet, mais surtout le 6 septembre 1023, les Cordouans prennent les armes et parviennent à faire sortir Qâsim et tout le clan berbère de la ville. Encouragée par la vaillance des Cordouans, Séville fait de même et lorsque Qâsim arrive à ses portes pour demander asile, on le lui refuse. Capturé par Yâhya, Qâsim est emprisonné puis assassiné treize ans plus tard.

## Le retour des Omeyyades
Qâsim mort, les Andalous souhaitent replacer sur le trône un membre omeyyade. Une élection est organisée pour choisir lequel allait être désigné calife. Trois prétendants apparaissent : Soleiman (un fils d'Abd al-Rahman IV), Abd al-Rahman et un certain Mohammed ibn Al-Irâki. Le 1er décembre une réunion est organisée dans la grande mosquée de la ville et le choix se porte sur Abd al-Rahman qui prend le titre de Abd al-Rahman V. 

### Le règne et la chute d'Abd al-Rahman V
Très rapidement Abd al-Rahman V nomme comme premier ministre le poète, juriste et philosophe Ibn Hazm qui a toujours été fidèle à la dynastie omeyyade même durant la période de trouble qui venait de se dérouler.
Le plus grand défi d'Abd al-Rahman V est certainement de remettre le pays en marche ; mais les deux décennies de guerre et de massacre ont laissé de profondes traces dans la société andalouse et totalement détruit son économie. Cordoue était remplie de gens sans emploi et sans moyen de gagner leur vie, de plus l'ambiance de guerre et de massacres a rendu toute une nouvelle génération de Cordouans belliqueuse, qui n'hésitait pas à la moindre occasion de sortir les armes. Un autre membre de la famille omeyyade nommé Mohammed, qui à cause de son caractère et de son manque d'esprit n'avait même pas été retenu lors de l'élection du calife, va profiter de cette situation pour renverser le calife nouvellement établi.
Mohammed se fond au sein des populations les plus pauvres de la ville, stimule leur passion pour le pillage et alimente l'esprit de révolte. Très rapidement aidé par plusieurs esprits contestataires, il pénètre dans le palais, assassinant plusieurs ministres, finissant par tuer Abd al-Rahman V lui-même le 18 janvier 1024. Ainsi, Mohammed le troisième du nom est couronné calife.

### Le règne et la mort de Mohammed III
Dès le début, Mohammed III souhaite se rendre populaire en distribuant au peuple de l'argent mais en faisant cela il gaspille les maigres richesses dont le pays disposait. Son incapacité à gérer le pays et son mauvais caractère mécontentent rapidement la noblesse. De plus, ayant lui-même vécu une partie de sa vie au sein des ouvriers de Cordoue, il nomme un de ses amis, tisserand de métier, comme premier ministre ; à son incompétence s'ajoute celle de son ministre, c'en était trop pour les notables de la ville.
Conscient de la situation dans laquelle il se trouve, Mohammed III n'hésite pas à enfermer, voire à tuer toutes les personnes qui le contestent, y compris les propres membres de sa famille. Il fait aussi enfermer de nombreux notables comme Ibn Hazm. Quant à ceux qui ont pu en échapper, ils sont allés à Malaga auprès de l'Hammoudite Yahya afin de le supplier de mettre un terme à l'anarchie au sein de Cordoue. Yahya accepte les demandes et rapidement se met en marche vers Cordoue où l'ambiance est exécrable. 
Apprenant qu'une armée était sur le point d'arriver à Cordoue, la population de la ville se révolte et dans sa rage finit par attraper et tuer Mohammed III et son ministre le tisserand.
Après ces événements, la ville de Cordoue se trouve sans dirigeant durant six mois pendant lesquels la ville fut gouvernée tant bien que mal par le conseil d’État. La nécessité d'avoir un dirigeant se faisait sentir chaque jour de plus en plus, mais personne n'était capable de désigner un chef. Aurait-il fallu remettre un Omeyyade au pouvoir et si oui lequel ? Personne n'avait suffisamment de pouvoir afin de calmer l'agitation qui couvait au sein du peuple et donc finalement le choix s'est porté sur l'Hammoudite Yahya.

### Le bref retour de la dynastie hammoudite
En 1025, les notables de la ville envoient à Yahya une demande afin qu'il devienne chef de Cordoue, mais ce dernier, conscient du risque d'embrasement permanent de la ville, accepte mollement et ne daigne pas se déplacer, préférant rester dans sa résidence de Malaga. Il envoie toutefois plusieurs de ses soldats et un de ses généraux berbère afin de gérer la ville.
Furieux de voir un Berbère de nouveau au pouvoir, les Cordouans se révoltent en 1026 et chassent les hommes de Yahya.

### Hishâm III
De nouveau le conseil d'État est dans l'obligation de trouver un chef et ils font appel de nouveau à un Omeyyade dénommé Hishâm, frère aîné d'Abd al-Rahman IV. En 1027, Hisham III est élu calife mais durant trois ans il lui est impossible d'entrer à Cordoue à cause de rivalités entre chefs de la ville. Finalement le 18 décembre 1029, Hisham III arrive dans la ville sous les acclamations mais de nouveau son inexpérience scellera le sort du pays. Vieux et incompétent, Hisham III nomme comme premier ministre un dénommé Hakam qui deviendra le vrai souverain de la ville, Hisham, lui, étant totalement indifférent aux affaires de l’État. 
Le premier souci de Hakam est de remplir les caisses de l'État mais il fait face au mécontentement des nobles de la ville qui lui reprochent ses origines modestes. Par conséquent Hakam attribue les plus hauts postes à des personnes issues du peuple ce qui enrage encore plus les hautes couches de la société. Très rapidement, ces dernières instrumentalisent la population et attribuent tous les problèmes économiques au calife mais leur plan échoue. Elles tentent aussi de convaincre Hishâm III que Hakam est un danger pour lui, mais Hishâm comme à son habitude ne se soucie pas de ces questions. Finalement la noblesse se résigne à vouloir destituer Hishâm III lui-même, et par conséquent avec lui Hakam, puis à remplacer la monarchie par une oligarchie aux mains des notables de la ville. Le principal problème était de trouver des partisans car faire tomber la monarchie est bien plus difficile que de renverser un calife. Ils décident donc de cacher leur jeu en utilisant un autre membre de la famille omeyyade s'appelant Omaiya. 
Omaiya est un jeune homme courageux, riche et ambitieux mais sans clairvoyance, il accepte la proposition des notables de Cordoue sans imaginer un seul instant qu'il leur servait uniquement d'instrument. En 1031, il se met en route et assassine Hakam à la sortie de son palais. À peine entré dans Cordoue et tandis que ses hommes pillent la ville, Omaiya se comporte en tant que calife. 
Omaiya, toujours inconscient de ce qui se trame derrière lui, organise la cérémonie d'intronisation quand, au même moment, les nobles de la ville annoncent que le califat est aboli. Le jour même Omaiya est chassé de la ville et on n'entendit plus parler de lui ; selon certaines sources, il aurait tenté quelque temps plus tard d'entrer de nouveau à Cordoue mais il fut assassiné. Quant à Hisham III, il parvient à sortir de sa prison, à s'installer à Lérida auprès de Soleiman ibn Houd et meurt cinq ans plus tard en décembre 1036 dans l’indifférence de la population.

## Conséquences
Le mouvement, amorcé par les Hammoudides avec la proclamation des royaumes de Malaga et d'Algésiras, se généralise pendant cette période et conduit au morcellement du califat en une série de royaumes taïfas. Cette période n'apporte pas la paix pour autant, car ces royaumes se combattront entre eux. Ce ne sera qu'en 1085, après la conquête de certains de ces taïfas par les chrétiens, que les Almoravides débarqueront en Espagne pour réunifier Al-Andalus.

### Ouvrages
- André Clot, L’Espagne musulmane (VIIIe~XVe siècle), Paris, Perrin, 1999 (réimpr. 1999), 429 p. [détail des éditions] (ISBN 2-262-01425-6)
- Reinhart Dozy, Histoire des Musulmans d’Espagne : jusqu’à la conquête de l’Andalousie par les Almoravides (711-1110), Leyde, E. J. Brill, 1861.